# Castelul contelui Jozsika din Brănișca
Castelul contelui Jozsika din Brănișca este un ansamblu de monumente istorice aflat pe teritoriul satului Brănișca, comuna Brănișca. În Repertoriul Arheologic Național, monumentul apare cu codul 88555.02.01, 88555.02.02.

Ansamblul este format din trei monumente:
- Castelul contelui Jozsika (cod LMI HD-II-m-A-03270.01)
- Capelă (cod LMI HD-II-m-A-03270.02)
- Zid de incintă (cod LMI HD-II-m-A-03270.03)